# جمعية علم الطيور الأمريكية
جمعية علم الطيور الأمريكية (AOS) هي منظمة لعلم الطيور يقع مقرها في الولايات المتحدة. تم تشكيل الجمعية في أكتوبر 2016 من خلال اندماج اتحاد علماء الطيور الأمريكيين (AOU) وجمعية كوبر لعلم الطيور (COS). أعضاؤها هم علماء الطيور المحترفين في المقام الأول على الرغم من أن العضوية مفتوحة لأي شخص لديه اهتمام بالطيور. جمعية علم الطيور الأمريكية هي عضو في مجلس علم الطيور وجمعيات علم الطيور في أمريكا الشمالية (OSNA). تنشر الجمعية مجلتي البحث العلميتين ذا أوك وذا كوندور بالإضافة إلى قائمة جمعية علم الطيور الأمريكية المرجعية لطيور أمريكا الشمالية.
في عام 2013، أعلن اتحاد علماء الطيور الأمريكيين عن شراكة وثيقة مع جمعية كوبر لعلم الطيور، ويتضمن الاجتماعات المشتركة، ومكتب النشر المركزي، وإعادة التركيز على مجلاتهم لزيادة كفاءة البحث. في أكتوبر 2016، أعلن الاتحاد توقفه عن العمل كاتحاد مستقل، إذ اندمج مع جمعية كوبر لعلم الطيور لإنشاء جمعية علم الطيور الأمريكية.

## وصلات خارجية
- الموقع الرسمي
- South American Classification Committee website